# Epoxy (strip)
Epoxy is een Belgische stripreeks die begonnen is in 1968 met Jean Van Hamme als schrijver en Paul Cuvelier als tekenaar.

## Synopsis
Het meisje Epoxy wordt op gegeven ogenblik aangevaren door een Yacht, terwijl ze met een zeilbootje op de Middellandse Zee vaart. Vervolgens wordt ze gevangen genomen door de mysterieuze Koltar (de lezer krijgt hem nooit te zien want hij zit in een eivormige cocon maar naar Epoxy's reactie af te leiden moet hij een afzichtelijk uiterlijk hebben) en door hem verkracht. Kort na deze daad wordt het Yacht op vreemde wijze vernield door een "goddelijke" interventie (Zeus?). Epoxy spoelt naakt aan op een strand en stelt vast dat ze in de oudheid beland is. Wat volgt is een reeks van ontmoetingen en confrontaties met tal van mythologische figuren zoals Hercules, Bacchus, Pan, Hermes etc. die haar als het ware leiden door een "roes" van extase en erotiek, om uiteindelijk via de Tartaros weer te ontwaken in de moderne tijd, zij het echter voor altijd verbonden aan de Griekse goden. Het einde is daarom ook "vaag" daar de lezer het gissen heeft wat er met Epoxy gebeurt....keert ze terug naar de oudheid of vlucht ze ervoor?

## Opmerking
Deze strip was de eerste strip van Jean Van Hamme. Hij schreef het verhaal eind jaren '60. Zijn inspiratie kwam vooral van de Franse stripreeks Barbarella. In vergelijking met Van Hammes later werk vertoont het scenario hier en daar "gaten"...de lezer blijft met onbeantwoorde vragen; zoals wie of wat is Koltar? Wat gebeurt er effectief met Epoxy? Waarom is er niemand op zoek gegaan naar Epoxy, na haar verdwijning?....enz.
Toen de strip uitkwam, was er nog een sterke vorm van "censuur" van kracht binnen de populaire media. Alle seksuele daden worden dus eerder gesuggereerd dan daadwerkelijk getoond. Wat ook opvalt is dat de personages "geslachtsloos" zijn m.a.w. ofwel zijn de genitalia bedekt (door middel van bijvoorbeeld een lendendoek), of ze worden gewoon niet getekend (in bepaalde scènes kan men duidelijk zien dat Epoxy geen vagina, vulva of schaamhaar heeft). Vreemd genoeg worden haar borsten en billen wel weergegeven. Er bestaat echter wel een uitgave van het album waar Epoxy in "volle" glorie op de kaft te zien is. Dit kan doen vermoeden dat de originele tekeningen van Cuvelier "gecensureerd" werden door de uitgever). Ondanks het feit dat Epoxy aan het begin van het album een T-shirt en short draagt, lijkt het erop dat ze gedurende de rest van het verhaal, met uitzondering van enkele scenes waarin ze even een jurkje draagt, er niet al te veel moeite mee heeft om in haar blootje rond te lopen. Ze laat zich op een gegeven ogenblik zelfs (al dan niet) gewillig uitkleden door Theseus.
Het opvallende is dat Van Hamme jaren later bepaalde scenes min of meer zou "recycleren" in De Chninkel (tekeningen van Rosinski), met name de scenes waar J'on een ontmoeting heeft met de zieners V'olga.

## Trivia
Van Hamme liet zich voor dit album inspireren door tal van Griekse mythen. Sommige gebruikt hij "letterlijk", terwijl hij andere gegevens dan weer "aanpast" of lichtjes "wijzigt".
Enkele voorbeelden:
- De Gordel van de Amazonekoningin Hypolita was een van de 12 werken van Hercules. Dit gegeven komt daadwerkelijk aan bod; en ook het feit dat Hercules Hyppolita wurgt. Wat niet klopt is dat Theseus daarbij aanwezig was. Wat wel klopt is dat volgens een andere mythe Theseus een zoon Hyppolitos had, met Hyppolita (of Antiope). Waarschijnlijk alludeerde Van Hamme ook op William Shakespeare's A Midsummer Night's Dream
- Argus wordt inderdaad verslagen en gedood door Hermes, door middel van list, maar men negeert het feit dat Hermes hem eigenlijk doet in slaap vallen door een verhaal te vertellen over de god Pan en de nymf Syrinx. Pan is de zoon van Hermes, maar dit feit wordt niet vermeld in het album. Beiden komen op twee verschillende passages voor zonder dat ze elkaar ontmoeten. Kenmerkend is dat Pan er stukken ouder uitziet dan zijn vader.
- Chiron die volgens de Griekse mythologie als kluizenaar leefde, is hier de leider der Centauren die hij met harde en wrede hand onderdrukt. Hij deinst er zelfs niet voor terug om een centaur die het opneemt voor Epoxy te laten doden. Tevens tart hij het gezag van Bacchus, door Epoxy tegen haar wil te laten deelnemen aan een orgie. Deze twee kenmerken zijn tegenstrijdig met zijn karakter, zoals dat in de mythologie wordt vermeld.
- De scene waarin Eros met Epoxy in zijn armen vliegt, lijkt sterk geïnspireerd op een scene uit de film Barbarella waarin Jane Fonda gedragen wordt door John Phillip Law. Men kan vermoeden dat dit bewust gedaan werd door de auteurs om een referentie te maken.
- Zeus en zijn gemalin Hera hebben slechts een beperkte rol in het verhaal. Zeus komt twee keer even in beeld, eerst als een enorme hand die het schip van Koltar vernielt en nadien als stier die Epoxy verleidt (waarschijnlijk een verwijzing naar de mythe van Europa). Hera verschijnt dan weer in beeld in de vorm van een adelaar (ironisch genoeg een van de symbolen van Zeus), die Epoxy ontvoert en gevangenzet bij Argus.

## Albums
| Nummer | Titel | Uitgever(s)                                                                      | Schrijver      | Tekenaar      |
| ------ | ----- | -------------------------------------------------------------------------------- | -------------- | ------------- |
| 1      | Epoxy | Blue Circle, Claude Lefrancq Editeur, Le Lombard, Eric Losfeld, Uitgeverij Panda | Jean Van Hamme | Paul Cuvelier |